# Henri III de Bar
Pour les articles homonymes, voir Henri de Bar.
Henri III de Bar, né en 1259, mort à Naples en septembre 1302, est comte de Bar de 1291 à 1302. Il est fils de Thiébaut II, comte de Bar, et de Jeanne de Toucy.

## Biographie
Il fait ses premières armes lors d'un conflit entre son père et l'évêque de Metz, Bouchard d'Avesnes puis sert Ferry III, duc de Lorraine. Il s’apprête à partir combattre en Terre sainte lorsque son père meurt.
Sept ans plus tôt, la comtesse de Champagne Jeanne Ire a épousé le futur roi de France Philippe IV le Bel, faisant du Barrois le voisin immédiat du domaine royal. Voulant se ménager des alliances face à un voisin aussi puissant, il épouse en 1293 Aliénor, fille du roi Édouard Ier d'Angleterre (1269-1297).
La guerre ne tarde pas à éclater entre la France et l'Angleterre et Henri se trouve impliqué dans les conflits, qui se terminent le 4 juin 1301 par le Traité de Bruges. Pressé d'envahir le comté de Champagne par son allié, le roi d'Angleterre, il est battu et fait prisonnier par le sire de Châtillon.  En échange de sa libération avec quatre années de captivité dans les geôles du comté de Flandre, Henri doit céder quelques forteresses à son puissant voisin, mais surtout rendre hommage à Philippe le Bel pour une partie de son comté qui est alors nommé le Barrois mouvant, et s'engage à se rendre à Chypre pour aller combattre l'infidèle.
Il se rend dans le royaume de Naples dans le but de s'embarquer pour l'Orient. À Naples, il prête main-forte au roi Charles II, qui doit repousser une invasion du roi Frédéric de Sicile. Il est grièvement blessé au cours d'un engagement et meurt peu après.

## Mariage et enfants
Il épouse à Bristol le 20 septembre 1293 Aliénor d'Angleterre (1269 † 1297), fille d'Édouard Ier, roi d'Angleterre et d'Aliénor de Castille, et a :
- Édouard Ier (1295 † 1336), comte de Bar ;
- Jeanne (1295 † 1361), mariée à John de Warenne, comte de Surrey, de Sussex et de Strathearn, elle est régente du duché de Bar entre 1352 et 1356.

## Sources
- Georges Poull, La Maison souveraine et ducale de Bar, 1994 [détail de l’édition].